# Skyddsfraser
Skyddsfraser eller S-fraser är ett klassificeringssystem av skydds- och säkerhetsföreskrifter för hantering av kemiska produkter. Systemet definieras i bilaga IV i rådsdirektiv 67/548/EEG och används främst inom EU men har även en viss användning utanför EU. Varje skyddsfras åtföljs även av en kod som består av ett versalt S samt en siffra. I listan nedan förklaras vad dessa koder betyder. Från och med 1 juni 2015 används Skyddsangivelser enligt CLP-förordningen på förpackningarna och finns hos Kemikalieinspektionens hemsida.

## Lista över skyddsfraser

### Enkla skyddsfraser
| Kod | Betydelse                                                                                                | Anteckning                                                                      |
| --- | --- | ------------------------------------------------------------------------------- |
| S1  | Förvaras i låst utrymme.                                                                                 |                                                                                 |
| S2  | Förvaras oåtkomligt för barn.                                                                            |                                                                                 |
| S3  | Förvaras svalt.                                                                                          |                                                                                 |
| S4  | Förvaras avskilt från bostadsutrymmen.                                                                   |                                                                                 |
| S5  | Förvara innehållet i ...                                                                                 | Lämplig vätska anges av tillverkaren.                                           |
| S6  | Förvaras i ...                                                                                           | Inert gas anges av tillverkaren.                                                |
| S7  | Förpackningen förvaras väl tillsluten.                                                                   |                                                                                 |
| S8  | Förpackningen förvaras torrt.                                                                            |                                                                                 |
| S9  | Förpackningen förvaras på väl ventilerad plats.                                                          |                                                                                 |
| S12 | Förpackningen får inte tillslutas lufttätt.                                                              |                                                                                 |
| S13 | Förvaras åtskilt från livsmedel och djurfoder.                                                           |                                                                                 |
| S14 | Förvaras åtskilt från ...                                                                                | Oförenliga ämnen anges av tillverkaren.                                         |
| S15 | Får inte utsättas för värme.                                                                             |                                                                                 |
| S16 | Förvaras åtskilt från antändningskällor - Rökning förbjuden.                                             |                                                                                 |
| S17 | Förvaras åtskilt från brandfarliga ämnen.                                                                |                                                                                 |
| S18 | Förpackningen hanteras och öppnas försiktigt.                                                            |                                                                                 |
| S20 | Ät inte eller drick inte under hanteringen.                                                              |                                                                                 |
| S21 | Rök inte under hanteringen.                                                                              |                                                                                 |
| S22 | Undvik inandning av damm.                                                                                |                                                                                 |
| S23 | Undvik inandning av gas/rök/ånga/dimma                                                                   | Lämplig formulering anges av tillverkaren.                                      |
| S24 | Undvik kontakt med huden.                                                                                |                                                                                 |
| S25 | Undvik kontakt med ögonen.                                                                               |                                                                                 |
| S26 | Vid kontakt med ögonen, spola genast med mycket vatten och kontakta läkare.                              |                                                                                 |
| S27 | Tag genast av alla nedstänkta kläder.                                                                    |                                                                                 |
| S28 | Vid kontakt med huden tvätta genast med mycket ...                                                       | Anges av tillverkaren.                                                          |
| S29 | Töm ej i avloppet.                                                                                       |                                                                                 |
| S30 | Häll aldrig vatten på eller i produkten.                                                                 |                                                                                 |
| S33 | Vidtag åtgärder mot statisk elektricitet.                                                                |                                                                                 |
| S35 | Produkt och förpackning skall oskadliggöras på säkert sätt.                                              |                                                                                 |
| S36 | Använd lämpliga skyddskläder.                                                                            |                                                                                 |
| S37 | Använd lämpliga skyddshandskar.                                                                          |                                                                                 |
| S38 | Använd lämpligt andningsskydd vid otillräcklig ventilation.                                              |                                                                                 |
| S39 | Använd skyddsglasögon eller ansiktsskydd.                                                                |                                                                                 |
| S40 | Golv och förorenade föremål tvättas med ...                                                              | Anges av tillverkaren.                                                          |
| S41 | Undvik inandning av rök vid brand eller explosion.                                                       |                                                                                 |
| S42 | Använd lämpligt andningsskydd vid gasning/sprutning                                                      | Specificeras av tillverkaren.                                                   |
| S43 | Vid brandsläckning använd ...                                                                            | Ange lämplig metod. Om vatten ökar riskerna, lägg till: "Använd aldrig vatten". |
| S45 | Vid olycksfall, illamående eller annan påverkan, kontakta omedelbart läkare. Visa om möjligt etiketten.  |                                                                                 |
| S46 | Vid förtäring kontakta genast läkare och visa denna förpackning eller etiketten.                         |                                                                                 |
| S47 | Förvaras vid en temperatur som inte överstiger ... °C                                                    | Anges av tillverkaren.                                                          |
| S48 | Innehållet skall hållas fuktigt med ...                                                                  | Lämpligt material anges av tillverkaren.                                        |
| S49 | Förvaras endast i originalförpackningen.                                                                 |                                                                                 |
| S50 | Blanda inte med ...                                                                                      | Anges av tillverkaren.                                                          |
| S51 | Sörj för god ventilation.                                                                                |                                                                                 |
| S52 | Olämpligt för användning inomhus vid behandling av stora ytor.                                           |                                                                                 |
| S53 | Undvik exponering - Begär specialinstruktioner före användning.                                          |                                                                                 |
| S56 | Lämna detta material och dess behållare till insamlingsställe för farligt avfall.                        |                                                                                 |
| S57 | Förvaras på lämpligt sätt för att undvika miljöförorening.                                               |                                                                                 |
| S59 | Rådfråga tillverkare/leverantör om återvinning/återanvändning.                                           |                                                                                 |
| S60 | Detta material och dess behållare skall tas om hand som farligt avfall.                                  |                                                                                 |
| S61 | Undvik utsläpp till miljön. Läs särskilda instruktioner/varuinformationsblad.                            |                                                                                 |
| S62 | Vid förtäring, framkalla ej kräkning. Kontakta genast läkare och visa denna förpackning eller etiketten. |                                                                                 |
| S63 | Vid olycksfall via inandning, flytta den drabbade till frisk luft och låt vila.                          |                                                                                 |
| S64 | Vid förtäring, skölj munnen med vatten                                                                   | Endast om personen är vid medvetande.                                           |

### Sammansatta S-fraser
| Kod        | Betydelse                                                                                            | Anteckning                              |
| ---------- | --- | --------------------------------------- |
| S1/2       | Förvaras i låst utrymme och oåtkomligt för barn.                                                     |                                         |
| S3/7       | Förpackningen förvaras väl tillsluten och svalt.                                                     |                                         |
| S3/9/14    | Förvaras svalt, på väl ventilerad plats åtskilt från ...                                             | Oförenliga ämnen anges av tillverkaren. |
| S3/9/14/49 | Förvaras endast i originalförpackningen på sval, väl ventilerad plats åtskilt från ...               | Oförenliga ämnen anges av tillverkaren. |
| S3/9/49    | Förvaras svalt och åtskilt från ...                                                                  | Oförenliga ämnen anges av tillverkaren. |
| S7/8       | Förpackningen förvaras väl tillsluten och torrt.                                                     |                                         |
| S7/9       | Förpackningen förvaras väl tillsluten på väl ventilerad plats.                                       |                                         |
| S7/47      | Förpackningen förvaras väl tillsluten vid en temperatur som inte överstiger ... °C                   | Anges av tillverkaren.                  |
| S20/21     | Ät inte, drick inte eller rök inte under hanteringen.                                                |                                         |
| S24/25     | Undvik kontakt med huden och ögonen.                                                                 |                                         |
| S27/28     | Vid kontakt med huden, tag genast av alla nedstänkta kläder och tvätta genast med mycket ...         | Anges av tillverkaren.                  |
| S29/35     | Töm ej i avloppet, oskadliggör produkt och förpackning på säkert sätt.                               |                                         |
| S29/56     | Töm ej i avloppet, lämna detta material och dess behållare till insamlingsställe för farligt avfall. |                                         |
| S36/37     | Använd lämpliga skyddskläder och skyddshandskar.                                                     |                                         |
| S36/37/39  | Använd lämpliga skyddskläder, skyddshandskar samt skyddsglasögon eller ansiktsskydd.                 |                                         |
| S36/39     | Använd lämpliga skyddskläder samt skyddsglasögon eller ansiktsskydd.                                 |                                         |
| S37/39     | Använd lämpliga skyddshandskar samt skyddsglasögon eller ansiktsskydd.                               |                                         |
| S47/49     | Förvaras endast i originalförpackningen vid en temperatur som inte överstiger ... °C                 | Anges av tillverkaren.                  |